# Timothy Ika
Timothy John Ika ist ein nauruischer Politiker. Ika ist seit August 2019 Abgeordneter des nauruischen Parlaments.

## Biographie
Ika bewarb sich bei der Parlamentswahl im August 2019 im Wahlkreis Anetan erstmals um einen Sitz als Abgeordneter und erreichte mit 585,869 Stimmen (System Dowdall) den ersten Platz unter acht Bewerbern, mit großem Abstand vor den amtierenden Parlamentsmitgliedern Marcus Stephen und Cyril Buraman. In der konstituierenden Sitzung des Parlaments in seiner 23. Legislaturperiode wurde Ika am 30. August 2019 einstimmig zum stellvertretenden Parlamentssprecher gewählt.
Ika stammt aus dem Distrikt Ewa und ist seit Dezember 2011 verheiratet. Er arbeitet als Boxtrainer.